# Office of Foreign Assets Control

USA:s finansdepartements emblem

Office of Foreign Asset Control (OFAC), är en amerikansk (USA) myndighet för kontroll av efterlevnad av sanktioner mot länder, terrorister, organisationer för narkotikahandel, och dem som utpekas som inblandade i spridning av massförstörelsevapen. Myndigheten ingår i USA:s finansdepartement (United States Department of the Treasury).

## Användningen av OFAC:s sanktionslista i Sverige
Befolkningen i Sverige berörs av OFAC:s arbete i och med att vissa av de svenska bankerna utför kontroll av kunder och vid penningtransaktioner mot en lista publicerad av OFAC. För att svenska bolag ska få göra kontroller och körningar av register mot sanktionslistan som publiceras av OFAC krävs normalt tillstånd från Datainspektionen. Skälet till det är att det enligt 21 § personuppgiftslagen är förbjudet för andra än myndigheter att behandla uppgifter om lagöverträdelser som innefattar brott, och sanktionslistan från OFAC innehåller sådana uppgifter. Ett antal av den svenska bankföreningens medlemmar har dock fått ett undantag från denna regel av Datainspektionen.